# Staldon Linea
La Staldon Linea è una struttura geologica della superficie di Europa.